# Rodolfo Mederos
Rodolfo Mederos (Buenos Aires, Argentina, 25 de marzo de 1940) es un bandoneonista, director, docente, compositor y arreglador. 
Fundador de la banda de culto Generación Cero. 
En el plano docente, fue profesor titular de la Cátedra "Elementos técnicos del lenguaje del tango" en la Escuela de Música Popular de Avellaneda.

## Inicios
En sus comienzos, estaba hechizado por Astor Piazzolla y sin embargo quería escaparse de esa influencia, pretendía más. Pese a haber tocado con Astor Piazzolla e integrado varios años la orquesta de otro genio del tango: Osvaldo Pugliese  —junto con otros jóvenes músicos de su generación que participaban de una similar idea musical— buscaba su propio destino.
Este porteño nacido en el barrio de Constitución, cuya infancia transcurrió en Entre Ríos y que se fue a estudiar biología a la Universidad de Córdoba, es un estudioso e intérprete virtuoso del bandoneón.

## Década de 1960
Formó sus primeros conjuntos a partir de 1960 para tocar en las radios de la provincia de Córdoba y en la televisión. Su Octeto Guardia Nueva trascendió hasta tal punto, que el propio Astor al escucharlo en una de sus giras, le propuso que viajara a Buenos Aires.
Cuando pocos años después Piazzolla vuelve a Córdoba, donde toca en la orquesta de Lorenzo Barbero, lo invita a Mederos a participar en sus recitales.
En 1965 viaja a Buenos Aires y graba su primer disco "Buenos Aires, al rojo" donde alterna obras de Carlos Cobián  y Piazzolla con temas propios. Es promovido, también, por Eduardo Rovira que lo presenta en el local "Tango 66".
Un año después, ejecuta el bandoneón en la grabación de ocho poemas en las voces de autores pertenecientes al Grupo Barrilete.
Luego de pasar dos años fuera del país, primero en Cuba  y luego en París, vuelve a la Argentina y en 1969  se integra a la nueva orquesta de Osvaldo Pugliese, originada a raíz de la decisión de sus músicos de seguir únicamente con el sexteto que recién habían armado: Sexteto Tango. Allí comparte la fila de bandoneones con Arturo Penón, Daniel Binelli y Juan José Mosalini.

## Generación Cero
En 1972 es arreglador del "Quinteto Guardia Nueva" que tiene a Mosalini y Binelli en bandoneones.

En 1976 forma un nuevo conjunto, "de culto" para algunos: Generación Cero (Tal vez, la cima de su creatividad y máximo aporte a la música de Buenos Aires).
La irrupción con su grupo Generación Cero fue poco convencional e irreverente. Su sonido intentaba una triple fusión entre el jazz, el rock y la canción de Buenos Aires. Ostentaba rebuscados arreglos con reminiscencias impresionistas. Era una ruptura intencional, una búsqueda juvenil que quería transitar un nuevo camino en la música.
El hecho que el conjunto contara con un bandoneón no significa que esta música rara y experimental conformara una variante del género tango, más allá de que tocaran algún tango, porque no tenían ni "el yeite" (~ destreza), ni el ritmo, y los arreglos modificaban la melodía hasta tal punto de hacerla irreconocible. No obstante, poco a poco, fueron ganando un sector intelectual ávido de novedades.
En 1976 aparece el primer larga duración (o "long play"), "Fuera de broma 8", que inaugura toda una serie exultante de este estilo inconformista y audaz. Lo siguen: "De todas maneras" (1977), "Todo hoy" (1978), "Buenas noches, Paula" (1983), "Verdades y mentiras" (1984) y "Reencuentros" (1989).
No obstante sus características su propuesta fue adquiriendo trascendencia y su personalidad artística se fue consolidando, logrando el reconocimiento del público, especialmente en el extranjero.
En 1985 recibió su primer Premio Konex en la categoría Conjunto de Tango /  Tango de Vanguardia, como uno de los mejores de la década en Argentina.

## Década de 1990
Participó del filme documental País cerrado, teatro abierto estrenado en 1990.
Inicia la década de 1990 con un firme posicionamiento en la escena musical y vuelve a las grabaciones con una nueva serie de discos compactos, con diversas formaciones: "Tanguazo" (1993), "Carlos Gardel" (1994), "Mi Buenos Aires querido" con un trío en el que participa el gran pianista Daniel Barenboim (1995). Los filmes El día que Maradona conoció a Gardel (1996), el filme documental Quereme así (Piantao) (1997) y en Diario para un cuento (1998). También grabó "El tanguero" (1998) y "Eterno Buenos Aires" (1999). En el 2000 sigue su producción con el disco "Tango Mederos-Brizuela" y con otro que registra la música de la película "Las veredas de Saturno" que compusiera originalmente, veinte años antes.
En 1995 con el pianista argentino Daniel Barenboim, famoso director entre otras de la Orquesta Sinfónica de Berlín y el contrabajo de Héctor Console forman un trío que realizó 5 noches memorables con gente  sentada en el piso de los pasillos en el teatro Gran Rex de Buenos Aires. Memorable fue su versión de A fuego lento de Horacio Salgán. Los arreglos fueron del maestro José Carli.  
En 1992 forma un quinteto con el pianista Hernán Posetti, el violinista Damián Bolotín, el guitarrista Armando de la Vega  y el contrabajo  de Sergio Rivas, responsables del disco "Eterno Buenos Aires" ya mencionado.

## Década del 2000
Cada vez más en busca de la autenticidad del tango, Mederos trabaja con su Orquesta Típica y graba la trilogía Comunidad - Intimidad - Soledad. En una entrevista en Bogotá, critica las tendencias del tango electrónico llamándolas la "Macdonalización" del tango. (El Tiempo- 10 de julio de 2009). En 2005 recibió el Diploma al Mérito de los Premios Konex a la Música Popular como uno de los 5 mejores instrumentistas de tango de la década en Argentina.

## Bandas sonoras
Además del filme argentino Las veredas de Saturno dirigido por Hugo Santiago (1986), tuvo a su cargo las bandas de sonido, o parte de ellas de: Crecer de golpe, de Sergio Renán (1976), Memorias y olvidos, de Simón Feldman (1987), Después de la tormenta, de Tristán Bauer (1991), Diario para un cuento, de Jana Bokova (1997), Sus ojos se cerraron y el mundo sigue andando, de Jaime Chávarri (1998) y Contraluz, de Bebe Kamin (2001).

## Colaboraciones
Su especial ductilidad para fusionar con aire de tango diferentes ritmos y géneros, tiene su manifestación más evidente, en la serie de recitales que participó invitado por músicos del folclore, el pop y el rock. También se destacan sus colaboraciones en discos del grupo Almendra, de Mercedes Sosa  y Luis Alberto Spinetta, y más recientemente con el catalán Joan Manuel Serrat en su disco titulado "Canciones", aunque con este ya había participado anteriormente, en 1994, en dos temas del disco "Nadie es perfecto".
También ha colaborado con el cantaor de flamenco Miguel Poveda, quien interpretó tangos clásicos contando con la participación de su bandoneón y de su Orquesta Típica, presentando el espectáculo conjunto "Diálogos" estrenado en enero de 2006 en Sevilla y presentado también en Barcelona, Madrid y en el Teatro Colón de Buenos Aires el 3 de septiembre de 2006, de este espectáculo hubo una grabación discográfica que se edita en 2013, Poveda ha cantado posteriormente el tango "Fuimos" en el CD "Comunidad" de Rodolfo Mederos editado en diciembre de 2006.

## Ideas
Para cerrar, dos conceptos del propio Mederos  lo pintan de cuerpo entero: «En algún punto el arte debe irritar y provocar sospechas. El arte es auténtico cuando no es complaciente».
«Hay una suerte de piazzollización que es asfixiante. Sus piezas (por Piazzolla) son una luz, pero pueden enceguecer».
- Datos: Q445934
- Multimedia: Rodolfo Mederos / Q445934